# Jessica
Pour les articles homonymes, voir Jessica (homonymie).

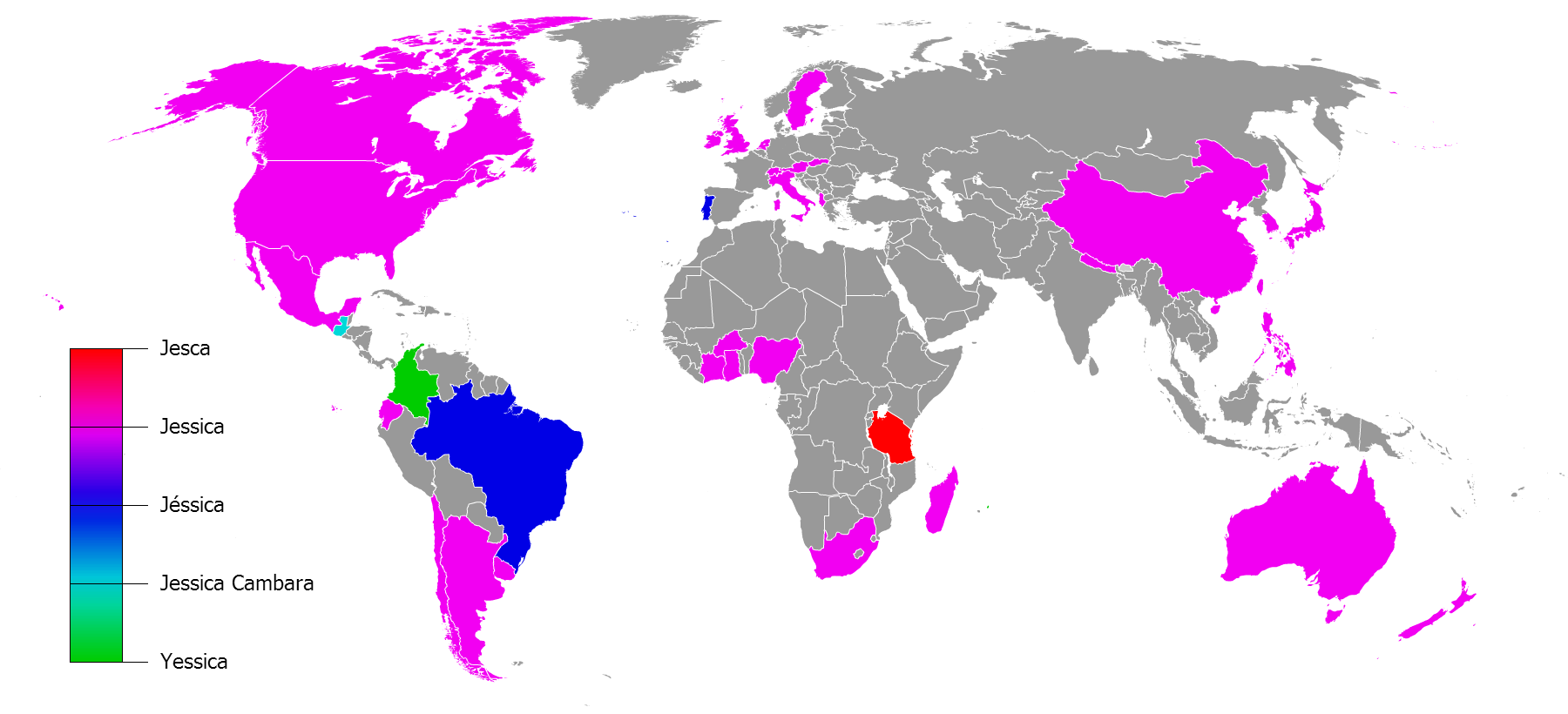
Popularité du prénom Jessica.

Jessica est un prénom biblique féminin d'origine hébraïque.

## Étymologie
Sur l'étymologie de ce prénom, il y a deux hypothèses :
- l'hébreu Yiskah (יִסְכָּה), nom de la fille de Haran ;
- venant de Jessé, prénom du père de David dans l’Ancien Testament.

Il signifie « un présent » en hébreu, mais on peut trouver d'autres traductions, comme « Yahvé regarde », « Dieu est » ou « Dieu est ma force ». 
Sous sa forme actuelle de « Jessica », le plus vieil écrit retrouvé vient d'une pièce de Shakespeare intitulée Le marchand de Venise. Jessica y est la fille de Shylock.

## Fête catholique
Il n'y a pas de sainte de ce nom dans le calendrier catholique. Néanmoins les Jessica se fêtent le 4 novembre avec Jessé ou le 2 décembre avec saint Jessé.

## Variantes
- Ces̄s̄ik̂ā (เจสสิก้า) : (thaï)
- Dżesika : (polonais)
- Džesika (Џесика) : (serbe)
- Džéssika (Дже́ссика) : (russe)
- Dzhessika (Джессіка) : (ukrainien)
- Dzsesszika : (hongrois)
- Gessica : (italien)
- Iekika : (hawaïen)
- Iesikí (Ιεσική) : (grec)
- Jeshika (ジェシカ) : (japonais)
- Jesika (제시카) : (coréen)
- Jēsikā (जेसिका) : (hindou)
- Jessica : (allemand, anglais, danois, français, suédois)
- Jéssica : (portugais)
- Jessika : (finnois, suédois)
- Jiéxīkǎ (傑西卡 , 杰西卡) : (mandarin)
- Jissika (ᔨᔅᓯᑲ) : (inuktitut)
- Jysykā (جْيْسْيْكَا) : (arabe)
- Xhesika : (albanais)
- Yiskah (יִסְכָּה) : (hébreu)

## Popularité
Aux États-Unis, ce prénom est arrivé numéro 1 de nombreuses fois dans les années 1980/1990, et reste dans le top 30 jusqu'en 2006.
En France il est moins fréquent, et connaît une décroissance modérée. Au début de l'année 2006, 67 606 Françaises portaient ce prénom. Jessica est le 151e prénom le plus attribué du XXe siècle, et se positionne en 145e position pour l'année 2006. De 1900 à nos jours, son année record d'attribution est 1982, avec 5 172 naissances.

## Personnalités portant ce prénom
- Jessica Abel, scénariste et dessinatrice de BD américaine.
- Jessica Alba, actrice américaine.
- Jessica Biel, comédienne américaine.
- Jessica Capshaw, actrice américaine.
- Jessica Chastain, actrice américaine.
- Jessica Collins , le nom de deux actrices américaines.
- Jessica Gomes, mannequin australien.
- Jessica Harper, comédienne, chanteuse et auteur de livres pour enfants.
- Jessica Jung, chanteuse sud-coréenne.
- Jessica Lange, comédienne américaine.
- Jessica Lowndes,  actrice, chanteuse et auteure-compositrice-interprète canadienne.
- Jessica Lucas,  actrice canadienne.
- Jessica Rossi, tireuse sportive italienne, médaille d'or aux Jeux olympiques d'été de 2012.
- Jessica Préalpato, chef pâtissière française.
- Jessica Simpson, chanteuse et actrice américaine.
- Jessica Stam, mannequin canadien.
- Jessica Steck, joueuse de tennis sud-africaine professionnelle.
- Jessica Steen, actrice canadienne.
- Jessica Stroup, actrice américaine.
- Jessica Tandy, actrice britannique.
- Jessica Walter, actrice américaine.
- Jessica White, mannequin et actrice américaine.
- Jessica Williams, pianiste et organiste de jazz américaine.

- Pour l'ensemble des articles sur les personnes portant ce prénom, consulter :
  - la liste des articles dont le titre commence par ce prénom
  - les listes produites par Wikidata : Liste des personnes de prénom « Jessica » — même liste en incluant les éventuels prénoms composés qui contiennent « Jessica ».

### Personnages de fiction
- Jessica Atréides (Dame Jessica) est la concubine du duc Leto Atréides.
- Jessica Fletcher est l'autrice de romans policiers et détective amatrice dans la série télévisée Arabesque.
- Jessica Jones est le personnage principal du comics Marvel Alias et de la série éponyme.
- Jessica Lovejoy est la fille du révérend de la ville de Springfield dans la série Les Simpson.
- Jessica Rabbit est la femme de Roger Rabbit dans le film Qui veut la peau de Roger Rabbit.
- Jessica Reeves est un personnage de La Reine des damnés et des Chroniques des vampires.
- Jessica Shewarat est un personnage de Resident Evil: Revelations.
- Jessica Trevor est un personnage de Resident Evil, femme de George Trevor.
- Jessica 6 est un personnage à la combinaison argentée, du film L'Âge de cristal, et de la série de L'Âge de cristal.